# SOX18
SOX18‏ (SRY-box 18) هوَ بروتين يُشَفر بواسطة جين SOX18 في الإنسان.